# Arabe tunisien
Pour la grammaire, la conjugaison et la morphologie de l'arabe citadin de Tunis, voir morphologie de l'arabe tunisois.
L'arabe tunisien ou tunisien (arabe : تونسي, soit Tounsi  /ˈtuːnsi/) est un continuum linguistique arabe rattaché à l'arabe maghrébin. Il est parlé principalement par les Tunisiens en tant que langue maternelle et vernaculaire, les quelque onze millions de personnes vivant en Tunisie, ainsi que par les Tunisiens établis à l'étranger. Il est généralement connu de ses locuteurs sous les noms de « tounsi » , ce qui signifie « tunisien »,, ou encore de derja (« langue familière, parlée ») afin de le distinguer de l'arabe standard, la langue officielle du pays.
Le tunisien s'établit sur un substrat libyque, punique et latin,,. De plus le tunisien est influencé par les langues des peuples ayant par subséquent vécu ou administré cette région au cours de l'histoire, dont notamment le turc, l'italien, l'espagnol et le français.
Il est parlé à travers toute la Tunisie ,sa morphologie, sa syntaxe, sa prononciation et son vocabulaire sont assez différents de l'arabe standard ou classique. C'est pourquoi il est difficilement intelligible par les locuteurs des parlers arabes orientaux, mais plus facilement compris par les arabophones du Maghreb au prix d'un effort d'adaptation aux différences d'accent. Il est par ailleurs très proche du maltais qui n'est toutefois pas considéré comme un dialecte arabe pour des raisons sociolinguistiques.
En raison du multilinguisme en Tunisie et de toutes les influences linguistiques présentes dans l'arabe tunisien, ainsi que d'une importante diaspora établie à l'étranger, il est fréquent que les Tunisiens fassent de l'alternance codique, mélangeant du tunisien avec du français, de l'anglais, de l'arabe classique ou d'autres langues dans leur parler quotidien.
En Tunisie, on distingue principalement deux variétés dialectales : les parlers pré-hilaliens et les parlers hilaliens. Les parlers pré-hilaliens trouvent leur origine dans la conquête musulmane du Maghreb au VIIe siècle et des dynasties arabo-musulmanes qui se sont succédé, dont la plus longue est celle des Aghlabides. Ces parlers sont prédominants dans les régions de Kairouan, Tunis, Sousse, Mahdia, Sfax, Monastir, Bizerte et Nabeul. Quant aux parlers hilaliens, ils résultent de la migration de tribus originaires de la péninsule Arabique à partir du XIe siècle, telles que les Banu Hilal, les Banu Sulaym et les Banu Maqil, parlés dans le reste du pays,. La koinè urbaine tunisoise tend à être utilisée comme variante standard.

## Classification
L'arabe tunisien fait partie de la famille des dialectes arabes et est compris par cela dans la famille des langues chamito-sémitiques. Il fait partie, plus particulièrement, de la branche des langues sémitiques. De plus, il fait partie des dialectes de l'arabe maghrébin qui sont en grande partie inintelligible pour les locuteurs d'arabe standard ou moyen-oriental et ce tout comme l'algérien ou le marocain.
Faisant partie du continuum linguistique, il a été reporté que le tunisien est partiellement mutuellement intelligible avec l'arabe algérien, l'arabe libyen ainsi que le maltais. Toutefois, le tunisien est faiblement, jusqu'à pas intelligible, avec l'arabe marocain, l'arabe égyptien, l'arabe levantin septentrional, l'arabe mésopotamien, et l'arabe du Golfe.

## Historique

### Débuts de la langue

#### Situation linguistique de la Tunisie antique
Durant l'antiquité, les habitants de la Tunisie parlaient d'anciennes formes de berbères proches du libyque,. Des migrants venant de Phénicie, se sont établis en Tunisie, tout le long des XIIe jusqu'au IIe siècle av. J.-C., ont fondé Carthage et se sont progressivement mélangé avec la population locale. Ces migrants amenèrent avec eux leur culture et langue qui s'est progressivement répandue vers le reste des côtes Nord-Africaine, Hispanique et insulaire le long de la civilisation carthaginoise.
À partir du VIIIe siècle av. J.-C., une partie des habitants de la Tunisie, parlaient la langue punique, une variante du phénicien influencée par la langue libyque locale. Aussi déjà, à l'époque, dans les régions proches du peuplement punique (région de Carthage), le berbère utilisé évolue fortement. Dans des centres urbains de l'intérieur comme Dougga, Bulla Regia, Thuburnica ou Chemtou, le berbère se détache des intonations maghrébines tout en gardant l'essentiel de son vocabulaire. Le terme « Afrique », qui donne son nom au continent, est ainsi issu de la tribu berbère des Afridi qui est l'une des premières à être en contact avec Carthage. Également durant cette période jusqu'au IIIe siècle av. J.-C., certains chercheurs pensent que l'alphabet Tifinagh pourrait s'être développé à partir l'alphabet phénicien,, cependant la théorie est contestée par S. Chaker, qui conclut qu'il s'agit plus probablement d'une «émergence endogène, au contact d’une civilisation porteuse de l’écriture».
À l'arrivée des Romains, à la suite de la chute de Carthage en 146 av. J.-C.,, toute l'élite était « punicisée » mais cette influence devait décroître au fur et à mesure que l'on s'éloignait de Carthage et du nord. De la période romaine jusqu'à la conquête arabe, le latin et le grec vont davantage influencer la langue qui sera alors appelé neo-punique pour la différencier de sa variante antérieure. Cela a aussi progressivement donné par la suite naissance à la langue romane d'Afrique, un dialecte latin, influencée par les autres langues du pays et utilisée avec eux. Également, comme ce fut le cas pour les autres dialectes,, le punique a probablement suvécu à la conquête arabe du Maghreb: Le géographe Al-Bakri, décrit au XIe siècle, des personnes parlant une langue qui n'était ni du berbère, ni du latin ou du copte dans l'Ifriqiya rurale, une région où le punique a survécu bien au-delà de son utilisation écrite. Toutefois il se peut que l'existence du punique ait facilité la propagation de l'arabe dans la région, étant donné que le punique et l'arabe sont deux langues sémitiques qui partagent plusieurs racines communes,.

#### Moyen Âge
L'arabe classique commença à être installé en tant que langue gouvernementale et administrative en Tunisie, qui était alors appelée Ifriqiya de son nom antérieur Africa, quand elle devint un territoire omeyyade en 673,. Les habitants de plusieurs villes (Romano-africains) ont été alors progressivement influencé par l'arabe tandis que les régions montagneuses de l'ouest et le sud de la Tunisie reste encore majoritairement berbère. À partir du XIe siècle, par contact des langues locales avec l'arabe classique, quelques nouveaux dialectes urbains sont apparus dans les principales cités côtières de la Tunisie,,. Ces dialectes étaient influencés par plusieurs mots de vocabulaire et structures communes d'origines berbères, puniques ou latines (langue romane d'Afrique), tel que la négation,,,,. Ces nouveaux dialectes ont été aussi significativement influencé par d'autres langues historiques,,,. En fait, plusieurs mots tunisiens et maghrébins tels que qarnīṭ ont une étymologie latine,. Ces dialectes ont été par la suite appelés dialectes pré-hilalliens et ont été utilisés en même temps que l'arabe classique pour communiquer en Tunisie,. Séparément, le siculo-arabe, qui s'est développé durant le IXe siècle au travers du contact dialectal entre l'arabe classique et plusieurs langues Européennes, est entré en contact avec les dialectes pré-hilaliens tunisiens,. Étant donné que le sicilien était parlé dans plusieurs îles proches de la Tunisie comme la Sicile, Malte ou la Sardaigne,, ça a rapproché toutes les langues concernés et a amélioré leurs divergences grammaticales et structurelles par rapport à l'arabe classique,. Vers le XIe siècle, des tribus arabes venant d'Égypte, les Banu Hilal qui ont immigré principalement vers l'Ouest et le Nord de la Tunisie et les Banu Sulaym qui ont immigré majoritairement vers le Sud de la Tunisie,,. Ces immigrants ont joué un rôle majeur dans la propagation de l'arabe dans le pays,,. Toutefois, ils ajoutèrent au tunisien quelques caractéristiques venant de leur dialecte arabe ,. En fait, les locuteurs de l'ouest du pays se mirent à utiliser la consonne occlusive vélaire voisée [ɡ] au lieu de la consonne occlusive uvulaire sourde [q] dans des mots tels que qāl "il a dit",. Veronika Ritt-Benmimoum et Martine Vanhove ont même supposé que le remplacement des diphthongues /aw/ et /aj/ par respectivement /uː/ et /iː/ est dû à l'influence hilalienne,,,. De plus, les phonologies amenés vers les nouvelles villes parlant tunisien étaient celles des immigrants et non pas celles originellement tunisiennes. Les Sulaym quant à eux ont répandu un nouveau dialecte au Sud du pays qui est l'arabe libyen,,. Néanmoins, certains dialectes évitèrent toute influence hilalienne. Ces dialectes étaient: le judéo-tunisien qui est parlé par les Tunisiens juifs et est légèrement influencé par la phonologie hébraïque,,, le dialecte de Sfax et enfin le dialecte des femmes urbaines tunisiennes.
Au XVe siècle, à la suite du déclin d'Al-Andalus, plusieurs Andalous ont immigré vers les principales villes du nord tunisiens. Ces migrants amenèrent quelques caractéristiques de l'arabe andalou et du mozarabe aux dialectes tunisiens. Parmi d'autres, cela a amené à la réutilisation de la consonne occlusive uvulaire sourde [q] au lieu de la consonne occlusive vélaire voisée [ɡ] hilalienne dans les variétés urbaines et à la simplification des sons des mots en tunisien,,,, ce qui a davantage différencié la langue de l'arabe classique. De même, ces changements ont été reconnus par l'érudit hafside, Ibn Khaldoun dans sa Mouqaddima en 1377. Il dit que le contact linguistique entre l'arabe classique et les langues locales à causé la création de plusieurs variétés d'arabe, très distinctes de l'arabe formel,,.

### Période ottomane et beylicale
Durant la période qui s'étend du xviie au XIXe siècle, la Tunisie est passé sous contrôle espagnol puis ottoman et a accueilli des immigrants morisques et italiens dès 1609,. Cela a fait se connecter les langues tunisienne, espagnole, italienne et turque. Aussi, durant cette période le tunisien a acquis plusieurs nouveaux mots de vocabulaire de l'espagnol et du turc, et même quelques structures tel que le suffixe -jī du turc, ajouté à un nom pour signifier une profession, tel que kawwāṛjī, qahwājī... Durant la deuxième moitié du XIXe siècle, le tunisien a été étudié par plusieurs linguistes européens. En 1893, une première étude linguistique est complété par le linguiste allemand Hans Stumme. Aussi, ce fut le commencement d'une tendance, toujours d'actualité, concernant la recherche sur l'arabe tunisien,

### Histoire moderne
Durant le protectorat français de Tunisie, le pays est entré en contact avec la langue française,. Ce contact a considérablement influencé le tunisien. En effet, de nouveaux mots de vocabulaire ainsi que des nouvelles structures et sens de mots ont été pris du français,,. Ces changements ont davantage augmenté l'inintelligibilité du tunisien pour les locuteurs d'arabe moyen-oriental,,.

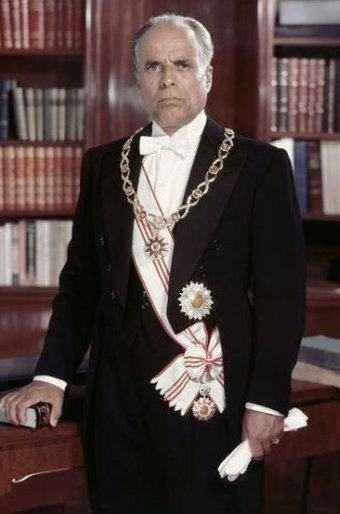
Le dirigent tunisien Habib Bourguiba tendait à communiquer aux événements officiels et même aux célébrations religieuses, en tunisien,

Toutefois, cette période a aussi été caractérisée par une hausse de l'intérêt porté par les Tunisiens sur le tunisien. En effet cette période a vu le commencement d'une utilisation formelle et littéraire répandue de l'arabe tunisien, tel que par Taht Essour. Aussi, davantage de recherches portant sur le tunisien ont été produites, principalement par des linguistes français et allemands,. Le tunisien devint même enseigné en tant que langue optionnelle dans les lycées français.
À l'indépendance du pays en 1956, le tunisien n'était parlé que dans les zones nord et côtières du pays, tandis que les autres régions parlaient l'arabe algérien, l'arabe libyen ou différents dialectes berbère,,,,,. C'est pourquoi le dirigeant tunisien Habib Bourguiba a promu une campagne d'arabisation et de tunisification de la Tunisie et a répandu une éducation basique et gratuite pour les Tunisiens,,. Ceci a contribué à une minimisation partielle de l'alternance de code linguistique à partir des langues européennes dans le tunisien et à l'utilisation d'alternance de code linguistique à partir de l'arabe standard,,,,. De plus, la création de l'ERTT en 1966 et la propagation de la télévision avec le contact des dialectes a amené à un rapprochement, de tous les dialectes du tunisien dès les années 1980,,,,,,. Alors, le tunisien a atteint une utilisation pleinement nationale et est devenu composé de six dialectes légèrement différents mais totalement mutuellement intelligibles : le dialecte de Tunis qui est considéré comme étant le tunisien de référence, le dialecte du Sahel, le dialecte de Sfax, le dialecte du Sud-Ouest, le dialecte du Sud-Est et le dialecte du Nord-Ouest,,,,,.
En conséquence, le tunisien est devenu la principale langue de prestige pour la communication et l'interaction au sein de la communauté tunisienne, En revanche, les dialectes berbères, l'arabe libyen et algérien, ainsi que plusieurs dialectes du tunisien tels que le dialecte traditionnel des femmes urbaines, le judéo-tunisien et même certaines structures tunisiennes comme lā + nom + š ont aussi pratiquement disparu de la Tunisie,,,,.
La période après l'indépendance tunisienne a été aussi marquée par une accélération de l'usage du tunisien dans la littérature et l'éducation. En fait, le tunisien a été enseigné par le corps de la Paix américain de 1966 jusqu'à 1993, et davantage de recherches sur lui ont été faites, dont certaines utilisaient des méthodes nouvelles, telles que la programmation et la création de plusieurs corpus automatiques en tunisien,,,,,. D'autres recherches, plus traditionnelles, ont été également produites durant cette période, concernant la phonologie, la morphologie, la pragmatique et la sémantique du tunisien,. La langue a aussi été utilisée pour écrire plusieurs nouvelles depuis les années 1990 et même une liste Swadesh en 2012. De nos jours le tunisien est enseigné par plusieurs institutions, telles que l'INALCO (situé à Paris avec des cours de tunisien depuis 1916), l'IBLV (situé à Tunis avec des cours de tunisien depuis 1990),, ou même dans les lycées français en tant que langue optionnelle. En fait, 1 878 étudiants ont passé le tunisien au baccalauréat français de 1999. Aujourd'hui, la tendance en France est à l’implémentation de l'arabe maghrébin et principalement le tunisien davantage dans l'éducation de base.
Aussi, ce ne furent pas les seuls essais du tunisien dans l'éducation : Un projet pour offrir une éducation de base pour les personnes âgées en utilisant le tunisien a été proposé en 1977 par le linguiste tunisien Mohamed Maamouri. Ce projet visait à améliorer la qualité et l'intelligibilité de l'enseignement de base pour les personnes âgées qui ne pouvaient pas comprendre l'arabe standard et ne l'avaient pas appris durant leur jeunesse. Toutefois, ce projet n'a pas été implémenté,,,,.
Aujourd'hui, la classification linguistique du tunisien causes des controverses entre les personnes intéressées. Ce problème est dû au fait que la langue est généralement considérée comme faisant partie du continuum linguistique arabe,. Certains linguistes tels que Michel Quitoutand ou encore Keith Walters considèrent le tunisien comme étant une langue indépendante,, alors que d'autres comme Enam El-Wer la considèrent comme étant un dialecte de l'arabe, tandis qu'Abdou Elimam considère le tunisien – tout comme les autres parlers arabes du Maghreb – comme étant une évolution du néo-punique.
De plus, sa recognition politique est encore limitée, il n'est reconnu que par la France en tant que langue minoritaire faisant partie de l'arabe maghrébin et ce selon la charte européenne des langues régionales ou minoritaires de mai 1999. Charte qui elle-même n'a pas pu être ratifiée par le conseil constitutionnel français en raison de son conflit avec l'article 2 de la Constitution française du 4 octobre 1958,. Également, aucune recognition ou standardisation officielle n'a été adoptée en Tunisie jusqu'à 2015.

## Traits distinctifs
L'arabe tunisien est une variété parlée de l'arabe et partage ainsi beaucoup de points communs avec les autres variétés modernes de l'arabe, en particulier celles du Maghreb. Il présente toutefois quelques traits distinctifs :
- l'usage du inti dans les variétés pré-hilalienne dans le sens du « tu », aussi bien à l'adresse des hommes que des femmes, et une perte concomitante de cette distinction du genre dans la morphologie verbale[108] ;
- l'absence d'un préfixe de l'indicatif dans le système verbal, et donc d'une distinction entre les modes indicatif et subjonctif[108] ;
- l'innovation de l'aspect progressif par le biais du participe qɑ:ʕɪd, signifiant à l'origine « reste », et la préposition fi (dans) dans les propositions transitives[108] ;
- un temps futur distinct, avec les préfixes ماش [ˈmɛːʃ ] ou باش [ˈbɛːʃ ] ou ْبِش [ˈbəʃ ] + verbe qui est approximativement l'équivalent de « aller + verbe » ou plutôt de l'anglais will + verbe[108].
- certains termes spécifiques tels que bɛ:hi (bon) et bɑrʃæ (beaucoup).
- contrairement aux autres pays musulmans, la salutation assalamu alaykum n'est pas une expression usuelle en Tunisie. Les Tunisiens utilisent عـ السلامه [ʕæsːˈlɛːmæ] (formel) ou أهلا [æhlæ] (informel) pour saluer. Aussi, بـ السلامه [bɪsːˈlɛːmæ] (formel) ou l'italien ciao (informel) ou plus rarement l'italien arrivederci sont utilisés pour dire « au revoir » en tunisien[3]. Tandis que يعيشك [ jʕæjːʃɪk] est utilisé pour « merci », au lieu de شكرا [ˈʃʊkræn][108]. Néanmoins, les Tunisiens utilisent quelques expressions de l'arabe standard telles que بارك الله فيك [ˈbɑːræk ɑlˤˈlˤɑːhu ˈfiːk] et أحسنت [ʔæħˈsænt] pour dire merci. Toutefois, ces expressions sont uniquement utilisées comme structures d'emprunts et ne sont pas utilisés de la même façon que dans l'arabe standard[3],[75],[108].
- la dérivation passive des verbes est influencé par le berbère ou possiblement par la langue romane d'Afrique et est différente de l'arabe standard[8],[109]. Elle est obtenue en ajoutant au verbe, les préfixes /t-/, /tt-/, /tn-/ ou /n-/ et ce en fonction du verbe utilisé (ex : /ʃræb/ « boire » → /ttæʃræb/ « c'est bu »)[3],[108],[109],[110].
- presque tous les Tunisiens ayant reçu une éducation peuvent communiquer en français, langue qui est très utilisée dans le pays, pour le commerce ainsi que comme principale langue pour communiquer avec les étrangers. C'est pourquoi l'alternance codique utilisant des expressions et du vocabulaire français est commun dans le tunisien[111],[112].
- le tunisien est une langue SVO et la plupart du temps, une langue à sujet nul[108],[113]. En réalité, le sujet n'est précisé que pour éviter une ambiguïté[108].
- le tunisien dispose davantage de structures d'agglutination que l'arabe standard ou les autres variétés d'arabe[2], chose qui a été renforcée par l'apport turc dans le tunisien au XVIIe siècle[59].

## Variantes dialectales
Plusieurs dialectes furent et/ou sont parlés en Tunisie. Cette profusion est due à plusieurs facteurs, incluant la durée durant laquelle le pays a été habité, sa longue histoire en tant que terre d'immigration, la profusion de cultures qui l'ont habité ainsi que la taille et la diversité géographique et naturelle du pays, divisé entre aires de montagnes, forêts, plaines, côtes, îles et déserts. Toutefois aujourd'hui, la Tunisie est aussi le pays le plus linguistiquement homogène du Maghreb. Les dialectes tunisiens font tous partie de l'arabe tunisien et sont pleinement et mutuellement intelligibles.
La distinction principale au sein des dialectes tunisiens réside dans la différence entre les parlers pré-hilaliens (en) (principalement au nord et à l'est du pays) et les parlers hilaliens.
Les parlers pré-hilaliens se caractérisent par l'utilisation de la consonne occlusive uvulaire sourde /q/ dans des mots comme qa:l (Il a dit) alors que les dialectes hilaliens utilisent la consonne occlusive vélaire voisée /g/ dans de tels mots. Les premiers prononcent également la voyelle radicale finale avant une autre voyelle, comme dans le mot mʃa:u (Ils sont allés) alors que les seconds suppriment cette voyelle finale, ce qui donne mʃu. Les parlers pré-hilaliens se caractérisent également par le fait de ne pas marquer le genre à la deuxième personne. Ainsi, inti désignant ailleurs une femme est ici utilisé pour s'adresser à un homme ou une femme, ce qui provoque la perplexité des autres arabophones, alors que dans le verbe aucune marque du féminin n'apparaît. En revanche, les dialectes hilaliens maintiennent les distinctions usuelles venues de l'arabe classique.
Les parlers pré-hilaliens maintiennent également des diphtongues issus de l'arabe classique dans des mots comme lajl (soirée), un trait partagé par le maltais.
On trouvera d'autres informations sur la dialectologie tunisienne chez Michael Gibson, William Marçais, Hans-Rudolf Singer et Fathi Talmoudi.

### Parlers pré-hilaliens
L'ensemble des variétés pré-hilaliennes comprend,,,:
- les parlers « citadins », dans les villes de Tunis, Bizerte, Monastir, Sousse, Mahdia, Kairouan, Nabeul et Sfax ;
- les parlers « villageois », dans le Sahel, la péninsule du cap Bon, les campagnes bizertines et sfaxiennes ainsi que certaines localités à l’intérieur des terres tel Béja, Testour et Tebourba ;
- les parlers judéo-arabes de Tunisie.

Ces variétés appartiennent à la famille des parlers pré-hilaliens de l'est, caractérisée par la préservation de trois voyelles courtes.

### Parlers hilaliens et sulaymites
Dans le reste du pays, les variétés hilaliennes ou sulaymites sont dominantes et se subdivisent en deux principaux groupes,:
- les parlers hilaliens de l'est, dans le centre de la Tunisie, en dehors des zones pré-hilaliennes ;
- les parlers sulaymites, dans le sud et le sud-est du pays, ainsi que le long du littoral méditerranéen du nord (Mogods et Kroumirie).

La variété hilalienne s'appuie sur un fort substrat berbère et latin (langue romane d'Afrique), remarquable que ce soit dans le vocabulaire ou la phonétique, et subit le moins d'influences étrangères lors de l'époque ottomane ou du protectorat français. En dehors du nord-ouest et du centre-ouest de la Tunisie où elle est majoritaire, cette variété se retrouve aussi dans la région de Bizerte, la région de Zhaghouan, la région du Cap- Bon, la région du Sahel-tunisien, la région de Sfax et dans le grand Tunis.
La variété sulaymite, parlée dans le sud du pays, est une prolongation des parlers de Libye avec lesquels elle partage l'ensemble des caractéristiques.
À ces deux groupes hilaliens originaux s'ajoutent, depuis le XXe siècle, les nouveaux parlers urbains (koinès) résultants des mouvements d'exode rural et du brassage linguistique en milieu urbain,.

### Distribution en milieu urbain
Dans les grandes villes de Tunisie où des parlers citadins étaient traditionnellement parlés, les migrations internes et l'exode rural a mené à la coexistence entre différents parlers au sein d'une aire géographique limitée.
Cas de Tunis
À Tunis, le vieux parler citadin, nommé « baldi », et qui était parlé dans la médina de Tunis, demeure actuellement principalement parlé dans les « quartiers Nord » et principalement par les femmes. Le nouveau parler urbain de Tunis, forme koinéisée avec une influence bédouine/rurale, est le parler le plus parlé dans la ville, tandis que les campagnes aux alentours retiennent leur parler rural (hilalien) originel.
Le parler citadin tunisois, proche du maltais, est la forme dialectale la plus simplifiée (prononciation inti pour désigner le « tu » masculin) et la plus influencée par les langues euro-méditerranéennes comme l'italien et le français. Elle comporte un nombre important d'expressions et de mots d'origine italienne mais aussi française, espagnole et turque. Reliquat de la lingua franca en vigueur jusqu'au XIXe siècle, elle tire son dynamisme de la dimension interculturelle et cosmopolite qui caractérise cette métropole. L'italien y tient une place fondamentale. Porté par une colonie italienne qui a représenté jusqu'à 40 % de la population urbaine tunisoise, il influence durablement la musicalité du dialecte tout en l'alimentant en vocabulaire technique : termes professionnels liés aux activités exercées jadis par l'importante colonie italienne comme menuisiers, maçons, architectes, pêcheurs, garagistes, négociants, commerçants, entrepreneurs, etc.
La koinè urbaine de Tunis pousse à la création d'une variété de dialecte tunisien unique car plus souple, intégrateur et modulable. Il est aujourd'hui le dialecte de référence et assimilé par certains linguistes à l'« arabe tunisien standard ».
Cas de Bizerte
Bizerte connait la même dynamique que Tunis, avec la cohabitation de trois dialectes:
- le parler citadin bizertin, proche du parler de Tunis ;
- la koinè urbaine, basée principalement sur les parlers hilaliens ;
- les parlers ruraux (hilaliens) de la zone entourant la ville, se rattachant aux parlers du nord-ouest tunisien.

Cas du Sahel bizertin
Malgré sa petite superficie, le Sahel bizertin présente des différences lexicales et phonétiques variées. Ces différences sont la conséquence des disparités ethniques des villes et villages en question. Cependant, les parlers néo-urbains tendent à gagner plus de terrain aux dépens des vieux parlers.
Par exemple, Menzel Jemil et Menzel Abderrahmane, au peuplement d'origine mamelouke et caucasienne avec un apport andalou plus marginal et plus tardif, ont à l'origine des dialectes citadins.
À Ghar El Melh, ville caractérisée par un peuplement où les proportions d'Andalous et de Janissaires furent égales, se caractérise par un dialecte plus chantant (influence caucasienne) qu'à Bizerte mais beaucoup plus archaïque dans la syntaxe.
À El Alia, petite ville industrielle spécialisée dans le cardage de la chéchia, l'élément andalou est prépondérant avec des archaïsmes plus marqués. Enfin, Metline et Raf Raf ont des dialectes extrêmes, surtout dans la prononciation. Ceux-ci se rapprochent du dialecte mahdois. Cela s'explique par des similitudes ethniques fortes : population de garnison d'origine caucasienne ou européenne (notamment grecque puisque Metline a été fondée par des grecs de Mytilène) et forte endogamie jusqu'il y a peu.
Cependant, le parler de Ras Jebel, jadis ville de rayonnement andalou, est aujourd'hui totalement influencé par les éléments nomades et ruraux.

## Usage
L'arabe tunisien est la langue maternelle de tous les Tunisiens arabophones. Elle est aussi la deuxième langue de la population berbérophone en Tunisie. L'arabe standard, tout comme le français, sont appris à l'école. L'arabe tunisien joue le rôle de la variante inférieure dans un exemple de diglossie classique où l'arabe standard représente la variété de prestige. Ainsi, l'usage du tunisien est principalement limité aux domaines oraux, bien que des dessins paraissant dans la presse écrite puissent être écrits en dialecte. Par ailleurs, à partir des années 1990, beaucoup de panneaux publicitaires voient leurs slogans ou le nom des entreprises rédigés

### Culture
Par le passé, beaucoup de contes et poèmes folkloriques étaient racontés en tunisien, en tant que tradition orale, par des conteurs ambulants se déplaçant aux festivals et marchés comme le boussadia,,. Parmi les plus importants figurent il-jāzya il-hlālīya et ḥkāyat ummī sīsī w il-đīb. Aussi, dans les années 1960, les plus populaires ont été enregistrés à l'ERTT, en tunisien par Abdelaziz El Aroui, ou encore traduits principalement vers le français ou l'arabe standard par d'autres auteurs. Ces contes et poèmes tunisiens n'ont été transcrits en tunisien utilisant le script arabe modifié qu'en 2013 et ce par le travail de l'association Kelemti pour la promotion du tunisien,.
La maison d'édition et de traduction Carthage Translation a publie des traductions en plusieurs langues des contes d'Abdelaziz El Aroui et des chansons classiques tunisiennes. avec transcription simultanée en script arabe et Latin.
Dans le même sens, les pièces de théâtre sont presque toujours écrites en tunisien, sauf lorsqu'elles sont placées dans un contexte historique particulier, tout comme les chansons généralement composées en tunisien. En revanche, la plupart des auteurs contemporains écrivant des nouvelles préfèrent s'exprimer en arabe standard ou en français. Dans certains cas, le dialogue d'une nouvelle sera écrit en tunisien alors que la partie narrative sera en arabe standard.[réf. nécessaire]
Toutefois, depuis les années 1990 une nouvelle tendance a été amorcée par Hédi Balegh qui a publié une collection des proverbes tunisiens et traduit Le Petit Prince en tunisien,,. D'autres auteurs tels que Tahar Fazaa (principalement avec Tšanšīnāt Tūnsīya), ou Taoufik Ben Brik (principalement avec Kalb Bin Kalb, et Kawāzākī,) l'ont suivi et ont utilisé le tunisien pour écrire des nouvelles, des pièces de théâtre ou des livres.
Pour ce qui est des programmes de radio et de télévision, l'usage du tunisien y a officiellement débuté en 1966 avec la création de l'Établissement de la radiodiffusion-télévision tunisienne,.
Aujourd'hui le tunisien est utilisé pour tous les programmes de télévisions et de radios à l'exception des informations, des programmes religieux et des séries historiques,,,. Il y a eu aussi plusieurs traduction de dessins animés en tunisien, tel que durant les années 1980 Qrīnaṭ il-šalwāš et Mufattiš kaɛbūṛa. Quelques œuvres en tunisien ont acquis une certaine notoriété dans le monde arabe tel que le premier prix du festival ASBU en 2015 ou le prix du festival de création médiatique arabe en 2008.
De plus, depuis les années 1990, la publicité au travers des médias utilise de plus en plus le tunisien, et plusieurs panneaux d'affichage ont le slogan et le nom original ou alternatif de l'entreprise écrit en tunisien.
Toutefois, la presse écrite n'est en grande majorité pas écrite en tunisien,. Bien qu'il y ait eu un hebdomadaire en tunisien nommé kull šay b- il-makšūf dirigé par Hedi Saidi, Hechmi Bouaziz et Ali Douagi du 23 avril 1937 au 22 octobre 1959. Les plus grands journaux sont encore écrits en arabe standard ou en français, à l'exception des dialogues des dessins qui y peuvent être écrits en tunisien,.
En ce qui concerne la religion, l'usage du tunisien pour la promotion de l'Islam est limité, quoiqu'il existe quelques efforts notoires. Pour la Chrétienté, l'usage du tunisien est important, commençant avec une traduction du Nouveau Testament en 1903. Aujourd'hui, une version complète du Nouveau Testament en tunisien est disponible en ligne.
Le tunisien s'écrit, selon la préférence ou les possibilités de l'auteur, avec un alphabet arabe (modifié pour retranscrire les sons particuliers /p/ (پ), /v/ (ڥ) et /g/ (ڨ)) ou un alphabet latin (avec des signes diacritiques),.

### Musique
Le plus ancien poème retrouvé retranscrit en tunisien remonte au XVIIe siècle, écrit par Cheykh Abu el-Hassan el-Karray, mort en 1693 dans la medina de Sfax,:
| عَدِّيت فـ الصُّغر عَدِّيت يَا حَسرتِي على زمَانِي بالطَّار و الدُّفّ غَنِّيت و زهِيت بـ حُسن المَعَانِي لـ الرَّبّ مُولَايَا وَلِّيت تَوبَة نَصُوحَة عطَانِي | għeddìt fì- il-ṡuġr għeddìt, ye ħasrtì għle zmènì, b- il-ŧar w il-dduff ġennìt, w zhìt b- ħosn il-megħanì, l- il-rrabb mùlèye wellìt, tewbe neṡùħa għŧanì. |

Également, en réponse au poème, un autre a été écrit au XVIIe siècle, toujours en tunisien, vantant les qualités de Karray:
| خموسي يا كراي قاصد ليك بـ نية جيتك يا مولى الراي تبري سقمان بيا شيلة مولى البرهان و البركة وصايا يا شيخ يا سلطان بـ الله كون معايا يكفي من ذا الهجران وصلك يبري دايا لـ اني فاني عاشق، حبك زاد عليا خموسي يا كراي قاصد ليك بـ نية | xmùsì ye kerray qaṡid lìk b- niyye jítik ye mùle il-ray tobrì soqmèn bìyya ċìlatt mùle il-borhèn w il-beṛke waṣṣaye yā ċìx ye solŧan b- il-lèh kùn mgħaye yikfì min đā il-hijran waṡlik yobrì dèye l- innì fennì għaċiq, ħobbik zèd għleyye xmùsì ye kerray qaṡid lìk b- niyye |

### Seconde langue
Les berbérophones des régions montagneuses du Sud du pays (environs de Tataouine et de Matmata) et dans certain village du sud de l'île de Djerba (Guellala), ne parlent souvent l'arabe tunisien que comme seconde langue, leur langue maternelle étant généralement le chelha. Le nombre de locuteurs de ces dialectes berbères est inconnu mais la langue tend à disparaître faute de locuteurs.
Les étrangers désireux de s'intégrer au pays ou, à l'inverse, les descendants d'émigrés tunisiens nés à l'étranger comptent également parmi les locuteurs des dialectes tunisiens en tant que seconde langue.

### SMS
Depuis les années 1990, les Tunisiens ont commencé à écrire en tunisien sur internet en utilisant un alphabet latin avec des signes diacritiques et particulièrement sur les médias sociaux et les messages textes. Cette tendance s'est considérablement accélérée durant la révolution tunisienne de 2011 qui fait chuter le régime de Zine El Abidine Ben Ali et dans laquelle la communication par message texte, chat et médias sociaux a joué un rôle majeur.
Aussi l'arabe tunisien, tout comme les autres variétés d'arabe maghrébin ou encore la langue arabe, contient des sons et des lettres qui n'ont pas d'équivalents dans l'alphabet latin. De ce fait, pour pouvoir communiquer en tunisien ou autre, en écrivant des SMS ou sur le chat, des chiffres sont utilisés comme lettres de substitution, sur la base de leurs ressemblances morphologiques avec les lettres arabes :
- 2 = ء
- ﻉ = 3
- 4 = ض
- 5 = خ
- 6 = ط (Rare)
- ﺡ = 7
- 8 = غ
- ﻕ = 9

## Vocabulaire
L'une des différences les plus flagrantes entre l'arabe tunisien et l'arabe standard est l'usage étendu de mots appartenant au berbère, punique ou latin (langue romane d'Afrique), à l'italien, à l'espagnol, au français et au turc. Ainsi, électricité, qui se dit kahraba:ʔ en arabe standard, devient trisiti"/"zaw" en tunisien, qui vient directement du mot français (attention à la place du /h/ car karahba:ʔ désigne une voiture). D'autres emprunts au français incluent burtma:n (appartement). Dans le domaine des nouvelles technologies, il n'existe souvent pas de mot d'origine arabe équivalent et fréquemment utilisé comme « ordinateur », de même pour la dénomination des objets « modernes », le mot outile, qui désigne un hôtel et vient du mot français, est l'équivalent des mots fundeg ou oukala sauf que ces derniers désignent plus spécifiquement un hôtel bas de gamme.
La cuisine, matbax en arabe, devient kuʒi:na en tunisien et vient du latin cocina. De même, la chaussure, hiða:ʔ en arabe, devient sˤabba:t en tunisien et vient du latin vulguaire sabata (même étymologie que les mots français "savate" et "sabot") ou encore chaussettes » (klasset) venant du latin calcia avec le diminutif -ta via le grec κάλτσα (ka:lsta). Chkobba (jeu de cartes traditionnel) est directement emprunté à l'italien scopa. Il existe également divers mots d'étymologie berbère, comme ʃla:ɣim (moustache) et fakru:n (tortue), sfenneria"" (carotte), au turc, comme ba:lik (peut-être), ga:wri (Européen) de même que le suffixe d'occupation ʒi rencontré dans busta:ʒi (postier) et kawwarʒi (footballeur).
| Arabe tunisien             | Arabe standard             | Français              | Étymologie                                                                           |
| -------------------------- | -------------------------- | --------------------- | ------------------------------------------------------------------------------------ |
| /babuːr/                   | سفينة /safiːna/            | navire                | Turc : vapur signifiant « bateau à vapeur »                                          |
| /barʃa/                    | كثيرا /kaθiːran/           | beaucoup              | Turc : bir çok ou Arabe : barcha'                                                    |
| /bilgdaː/                  | جيدا /d͡ʒajːidan/           | bien                  |                                                                                      |
| /dabbuːza/                 | زجاجة /zud͡ʒaːd͡ʒa/          | bouteille             |                                                                                      |
| /daːkurdu/                 | حسنا /ħasanan/             | d'accord              | Italien : d'accordo                                                                  |
| /battu/                    | قارب /qaːrib/              | bateau                | Français : bateau                                                                    |
| /friːp/                    |                            | fripe                 | Français : fripe                                                                     |
| /ʒraːna/                   | ضفدعة /dˤifdaʕa/           | grenouille            | Latin : rana                                                                         |
| /ːsalsˤa/                  |                            | sauce                 | Latin : salsa                                                                        |
| /karriːtˤa/                |                            | charrette             | Latin vulgaire: carretta                                                             |
| /karruːsa/                 |                            | chariot               | Latin: carrus                                                                        |
| /kwaːtru/                  |                            | cadre                 | Latin : quadrum                                                                      |
| /miziːrja/                 | بؤس /buʔs/                 | misère, pauvreté      | Latin : miseria                                                                      |
| /ratsa/                    | عرق /ʕirq/                 | race (d'une personne) | Italien : razza                                                                      |
| /blaːsˤa/                  | مكان /makaːn/              | endroit               | Espagnol : plaza                                                                     |
| /busta/                    | بريد /bariːd/              | poste                 | Italien : posta                                                                      |
| /fatʃatta/                 | واجهة /waːd͡ʒiha/           | façade                | Italien : facciata                                                                   |
| /fiːʃta/                   | عيد /ʕiːd/                 | vacances              | Latin : festa                                                                        |
| /falsu/                    | تقليد /taqliːd/            | faux                  | Latin : falsus                                                                       |
| /furɡiːtˤa/ ou /furʃiːtˤa/ | شوكة /ʃawka/               | fourchette            | Latin: diminutif de furca signifiant « fourche»                                      |
| /kaːr/                     | حافلة /ħaːfila/            | bus                   | Français : autocar                                                                   |
| /karahba/                  | سيارة /sajːaːra/           | voiture               | De l’arabe littéraire : عربة signifiant charrette.                                   |
| /kuʒiːna/                  | مطبخ /matˤbax/             | cuisine               | Latin : cocina                                                                       |
| /munɡaːla/                 | ساعة /saːʕa/               | horloge, montre       | Latin : substantif mon de "monstrum" (avertissement) + Arabe : آلة (instrument)      |
| /sˤabbaːtˤ/                | حذاء /ħiðaːʔ/              | chaussure             | Latin vulgaire: sabata                                                               |
| /triːnu/                   | قطار /qitˤaːr/             | train                 | Italien : treno                                                                      |
| /bisklaːt/                 | دراجة /darːaːd͡ʒa/          | bicyclette            | Français : bicyclette                                                                |
| /bniːn/                    | لذيذ /laðiːð/              | délicieux             | Latin: bene                                                                          |
| /brikijja/                 | ولاعة /walaːʕa/            | briquet               | Français : briquet + diminutif latin -illa                                           |
| /ʃaːrka/                   |                            | collier               | Hébreu: שרשרת possiblement du punique, similaire à l'arabe سلسلة signifiant "chaine" |
| /siɡaːru/                  | سقارة /siɡaːra/            | cigarette             | Italien : cigaro signifiant « cigare »                                               |
| /ɡanarijja/                | خرشوف /xarʃuːf/            | artichaut             | Latin vulgaire : aginares via grec κινάρα + diminutif -illa                          |
| /kajjɛːs/                  | أسفلت /ʔasfalt/            | chaussée/asphalte     | Latin : callis signifiant « chemin»                                                  |
| /makiːna/                  | آلة /ʔaːla/                | machine               | Latin : machina                                                                      |
| /qatˤtˤuːs/                | قط /qitˤː/                 | chat                  | Latin : cattus                                                                       |
| /talvza/                   | تلفاز /tilfaːz/            | télévision            | Français : télévision ou italien : televisione                                       |
| /mutuːr/                   | محرك /muħarːik/            | moteur                | Italien : motore                                                                     |
| /kakawijja/                | فول سوداني /fuːl suːdaːni/ | cacahuète             | Espagnol : cacahuete + diminutif latin -illa                                         |
| /ruzata/                   |                            | sirop d'orgeat        | Italien : rozata                                                                     |

Ces mots ne doivent pas être confondus avec l'usage direct de mots ou locutions du français dans le parler quotidien des Tunisiens (alternance de code linguistique), surtout ceux du nord du pays, particulièrement rencontrés dans l'environnement des affaires. Toutefois, beaucoup de mots français sont utilisés dans le discours des Tunisiens sans être adaptés à la phonologie tunisienne à l'exception du « r » français ([ʁ]) que les hommes en particulier remplacent souvent par un [r]. Ainsi, beaucoup de Tunisiens utiliseront le français « ça va ? » à la place ou en plus de l'expression tunisienne ʃniya ħwa:lik, l'italien ciao ou l'anglais bye au lieu de bisslema. Il est difficile dans ce cas de distinguer s'il s'agit d'un usage direct ou d'un emprunt. Un autre phénomène fréquemment observé est le glissement sémantique de certains mots d'origine arabe, par exemple macha qui signifie au sens strict l'action d'aller à pied, mais a évolué en tunisien en mcha qui est utilisé dès lors qu'il y a une notion de déplacement, là où l'arabe utiliserait le verbe dhahaba (aller). On constate de manière paradoxale que le terme arabe dhahaba est d'un emploi grossier en tunisien. On observe aussi le même phénomène pour certains mots d'origine étrangère comme le mot turc vapur désignant tout navire de grande taille en tunisien, alors que le mot signifie "bateau à vapeur" en turc et où cette langue utiliserait plutôt gemi pour signifier "navire".
Toutefois, le plus grand nombre de différences entre l'arabe tunisien et l'arabe standard n'est pas lié à l'influence lexicale de langues non-arabe ou non-sémitique mais à la présence de néologismes et à un glissement de sens de racines arabes et à l'usage d'autres racines étrangères à cette langue. Presque tous les mots liés à des questionnements tombent dans cette catégorie : les tunisiens eʃnuwwa et e:ʃ (quoi ?, chenhou dans les parlers ruraux) par rapport à l'arabe ma:ða, l'arabe tunisien waqte:ʃ (quand ?) par rapport à l'arabe mata: (mata: de l'arabe standard équivaut à emtine dans les parlers du Sud), eʃku:n (qui ?, minhou dans les parlers ruraux) par rapport à man et aʔˤle:ʃ (pourquoi ?) par rapport à lima:ða. Les glissements de sens apparaissent clairement pour des racines telles que xdm, qui signifie « travail » en Tunisie mais « servir » en arabe, ʔˤml qui est réduit à « faire » et ne peut signifier « travail » comme en arabe, et mʃj dont le sens est passé de « aller » à « marcher ».
Il est à noter aussi, qu'au-delà de quelques différences de prononciation pour les nombres par rapport à l'arabe standard, les nombres 11 à 19 sont radicalement différents. Ainsi, ces nombres sont (dans l'ordre) : eħdeʃ, thnaʃ, thleṭaʃ, arbʔˤaṭaʃ, xomsṭaʃ, setṭaʃ, sbaʔˤṭaʃ, thmonṭaʃ et tesʔˤaṭaʃ.

## Grammaire
La grammaire des dialectes tunisiens est proche de la grammaire de l'arabe standard, à quelques simplifications près. Ainsi, les déclinaisons ont tendance à disparaître avec l'amuïssement des voyelles finales : le mot arabe kitab est normalement décliné en kitab-on au nominatif, kitab-en à l'accusatif et kitab-in au datif. En tunisien, à cause du substrat berbère ou possiblement romano-africain , le mot devient simplement ktèb dans tous les cas.
De même, la distinction entre certains pronoms masculins et féminins a tendance à disparaître sous le même effet : le pronom personnel sujet à la deuxième personne du singulier, en arabe anta (m.) et anti (f.) devient simplement inti dans les deux cas (sauf dans les dialectes du sud et de l'ouest qui ont conservé la distinction). Cet effacement est renforcé par le fait qu'il n'existe pas de différence de conjugaison à cette personne. Par contre, les dialectes ont conservé la distinction entre pronoms de la troisième personne houa (il) et hia (elle).
Une autre simplification notable de la grammaire par rapport à l'arabe est la disparition complète du duel, forme pronominale usitée pour parler de deux personnes. Les pronoms et la conjugaison du duel sont remplacés par leurs équivalents du pluriel (utilisé en arabe seulement pour des groupes de trois personnes ou plus), se rapprochant ainsi de la pratique des langues romanes et de la grammaire hébraïque. On observe exactement les mêmes phénomènes en maltais.

### Articles en "ech"
Les articles (quoi, que, qui, quand, pourquoi, comment, combien, qu'est-ce que, etc.) sont différents de l'arabe standard et sont caractérisés par l'utilisation du son eʃ (« quoi ? »), à leur début ou à leur fin, à ne pas confondre avec le marqueur de la négation, qui est également eʃ ou iʃ, mais qui lui s'utilise pour accorder les verbes comme dans ma mʃit-eʃ (« je ne suis pas allé »).
Ce tableau donne les équivalences en arabe tunisien et en français (liste non exhaustive) :
| Arabe tunisien | Français                                                                       |
| -------------- | ------------------------------------------------------------------------------ |
| /eʃnouwa/      | Quoi (masculin)                                                                |
| /eʃniya/       | Quoi (féminin)                                                                 |
| /eʃkoun/       | Qui                                                                            |
| /eʃfama/       | Qu'est-ce qu'il y a                                                            |
| /eʃ/           | Que                                                                            |
| /a3leʃ/        | Pourquoi (général)                                                             |
| /eloueʃ/       | Pour quelle raison                                                             |
| /qaddeʃ/       | Combien                                                                        |
| /kifeʃ/        | Comment                                                                        |
| /waqteʃ/       | Quand                                                                          |
| /mneʃ/         | De quoi                                                                        |
| /feʃ/          | Dans quoi ; qu'est-ce que (possible de le remplacer par weʃ dans certains cas) |
| /weʃ/          | Qu'est-ce que                                                                  |

Certains de ces articles s'accordent en fonction du sujet, ainsi par exemple « qui es-tu » devient eʃkoun-ek inti ou simplement eʃkoun-ek, « à combien c'est » devient eb-qaddeʃ.
Il est également intéressant de noter qu'en phénicien eʃ signifie « feu » ou « homme » et eʃta « femme » en fonction de leurs utilisations respectives.

## Conjugaison
Il existe des différences significatives de morphologie entre l'arabe tunisien et l'arabe standard. Ce dernier marque treize distinctions de personnes, nombres et genres dans la flexion verbale alors que le dialecte de Tunis en marque seulement sept, la distinction de genre se trouvant seulement à la troisième personne du singulier. Les dialectes ruraux ou d'origine berbère de l'intérieur du pays marquent aussi le genre à la deuxième personne du singulier tout comme la plupart des variétés parlées ailleurs dans le monde arabe.
Les verbes réguliers sont conjugués, dans les dialectes urbains, selon le tableau suivant :
| Personne      | Singulier | Pluriel          |
| ------------- | --------- | ---------------- |
| Première      | ktibt     | ktibna           |
| Deuxième      | ktibt     | ktibtu           |
| Troisième (m) | ktib      | kitbu            |
| Troisième (f) | kitbit    | kitbu (masculin) |

La plupart des dialectes ruraux ajoutent un second féminin singulier : ktibti.
| Personne      | Singulier | Pluriel           |
| ------------- | --------- | ----------------- |
| Première      | niktib    | niktbu            |
| Deuxième      | tiktib    | tiktbu            |
| Troisième (m) | jiktib    | jiktbu            |
| Troisième (f) | tiktib    | jiktbu (masculin) |

La plupart des dialectes ruraux ajoutent un second féminin singulier : tiktibi. Les verbes « faibles » possédant une semi-voyelle finale suivent quant à eux une conjugaison différente :
| Personne      | Singulier | Pluriel          |
| ------------- | --------- | ---------------- |
| Première      | mʃi:t     | mʃi:na           |
| Deuxième      | mʃi:t     | mʃi:tu           |
| Troisième (m) | mʃa:      | mʃa:u            |
| Troisième (f) | mʃa:t     | mʃa:u (masculin) |

La plupart des dialectes ruraux ajoutent un troisième féminin singulier : mʃit. Les dialectes avec le phonème /e:/ tendent à l'utiliser à la place du /i:/ dans cette conjugaison.
| Personne      | Singulier | Pluriel            |
| ------------- | --------- | ------------------ |
| Première      | nimʃi     | nimʃi:u            |
| Deuxième      | timʃi     | timʃi:u            |
| Troisième (m) | jimʃi     | jimʃi:u            |
| Troisième (f) | timʃi     | jimʃi:u (masculin) |

Les dialectes ruraux ont supprimé la voyelle radicale au pluriel, engendrant des formes comme nimʃu, encouragé sans doute par le substrat berbère qui est plus prononcé dans les régions rurales.
La forme passive des verbes des dialectes tunisien, algérien et marocain est similaire au berbère. Elle est obtenue en ajoutant les préfixes t- / tt- / tn- / n- :
- qtel (tuer) donne teqtel (a été tué) ;
- šreb (boire) donne ttešreb (a été bu).

La forme du futur en arabe tunisien est, elle aussi, similaire au berbère, et plus précisément au berbère zénète : besh (aller) accompagné du verbe (ex : besh tettkasser signifie « ça va se casser »). Il est fréquent dans les variétés urbaines que besh soit remplacé par mesh. Ainsi, il est tout à fait correct de dire mesh tettkasser (« ça va se casser »).

## Phonologie
Il existe plusieurs différences de prononciation entre l'arabe standard et l'arabe tunisien. Les voyelles courtes sont ainsi fréquemment omises en tunisien, spécialement lorsqu'elles se trouvent être l'élément final d'une syllabe ouverte. Cela a probablement été encouragé par le substrat berbère. En voici quelques exemples :
- /kataba/, « il a écrit » en arabe standard, devient en tunisien /ktɪb/.
- /katabat/, « elle a écrit », en arabe standard, devient /kɪtbɪt/.

Les verbes réguliers montrent ce phénomène dans leur conjugaison mais il existe aussi pour les noms :
- /dbæʃ/ (affaires)
- /dæbʃi/ (mes affaires)

Le marque du duel pour les noms est utilisée seulement pour des mesures de quantité et des termes allant généralement par paires (yeux, mains, parents, etc.).

### Voyelles
Étant donné que la pharyngalisation est une propriété des consonnes, la plupart des dialectes ont trois timbres de voyelles /i, a, u/, toutes susceptibles d'une distinction de longueur comme dans l'arabe standard. Une voyelle finale est longue dans des mots portant l'accent sur une seule syllabe (par exemple /ʒa/ [ʒɛː] ou « Il est venu »), brève dans les autres cas. Certains dialectes, par exemple ceux de Gabès et Monastir, possèdent des voyelles longues (/eː/ et /oː) dérivées des diphtongues (/aj/ et /aw/) de l'arabe ancien. Celles-ci sont maintenues à Sfax, et les formes les plus traditionnelles (en recul) du dialecte des femmes de Tunis, mais ont fusionné avec /iː/ et /uː/ dans la plupart des dialectes.
L'arabe tunisien maintient une distinction nette entre toutes les voyelles brèves à la différence du marocain et de l'algérien : par exemple /qimt/ (« J'ai résidé ») contre /qumt/ (« J'ai grandi »). À l'exception des variétés où des formes de l'arabe ancien sont maintenues, il n'existe pas de diphtongues. Dans des environnements non pharyngalisés, il existe une antériorisation et une fermeture du /aː/, et dans une moindre mesure du /a/, qui, en particulier auprès des jeunes locuteurs tunisois, peut aboutir à des réalisations phonétiques telles que [eː].

### Consonnes
L'arabe standard qâf comporte aussi bien le /q/ que le /g/ comme réflexes dans les dialectes urbains et ruraux avec le /q/ prédominant dans les dialectes urbains et le /g/ dans les dialectes ruraux (« Il a dit » se dit ainsi /qɑːl/ ou /gɑːl/). Néanmoins, certains mots sont les mêmes quel que soit le dialecte : « vache » est toujours prononcé /bɑgrɑ/ et « étude » /nɑqrɑ/. Les consonnes interdentales sont également maintenues, sauf dans le dialecte traditionnel de Mahdia. L'arabe standard fusionne pour sa part /dˁ/ avec /ðˁ/.
|               |               | Bilabiales | Bilabiales  | Inter-dentales | Alvéolaires | Alvéolaires | Post-alvéolaires | Palatales | Vélaires | Uvulaires | Pharyn-gales | Glottales |
| Simples       | Emphatiques   | Simples    | Emphatiques | Inter-dentales |             |             | Post-alvéolaires | Palatales | Vélaires | Uvulaires | Pharyn-gales | Glottales |
| ------------- | ------------- | ---------- | ----------- | -------------- | ----------- | ----------- | ---------------- | --------- | -------- | --------- | ------------ | --------- |
| Occlusives    | Sourde        | (p)        |             |                | t           | tˁ          |                  |           | k        | q         |              | (ʔ)       |
| Occlusives    | Sonore        | b          | (bˁ)        |                | d           |             |                  |           | g        |           |              |           |
| Fricatives    | Sourdes       | f          |             | θ              | s           | sˁ          | ʃ                |           |          | χ         | ħ            | h         |
| Fricatives    | Sonores       | (v)        |             | ð, ðˁ          | z           | (zˁ)        | ʒ                |           |          | ʁ         | ʕ            |           |
| Nasales       | Nasales       | m          | (mˁ)        |                | n           | (nˁ)        |                  |           |          |           |              |           |
| Latérales     | Latérales     |            |             |                | l           | lˁ          |                  |           |          |           |              |           |
| Battues       | Battues       |            |             |                | r           | rˁ          |                  |           |          |           |              |           |
| Semi-voyelles | Semi-voyelles | w          |             |                |             |             |                  | j         |          |           |              |           |

Voir l'article sur l'alphabet arabe pour les explications concernant les symboles phonétiques de l'API figurant dans ce tableau. La pharyngalisation en arabe peut aussi être représentée avec un point sous la lettre comme /ḍ/.
Certaines consonnes sont entre crochets dans le tableau ci-dessus parce qu'elles ne sont pas universellement considérées comme des phonèmes distincts. Il y a toutefois de fortes indications qu'elles en sont. Il existe deux sources pour ces consonnes entre crochets : les formes pharyngalisées sont des développements internes alors que /p/ et /v/ sont généralement le résultat de l'influence du français ou d'autres langues et /ʔ/ de l'arabe classique. Les paires minimales ne sont pas toujours faciles à trouver pour ces contrastes mais il existe néanmoins des exemples montrant que ces formes marginales ne représentent pas les allophones d'autres phonèmes comme :
- /baːb/ [bɛːb] : porte
- /bˁaː bˁa/ [bˁɑː bˁɑ] : père

à côté d'une paire minimale :
- /gaːz/ [gɛːz] : essence
- /gaːzˁ/ [gɑːzˁ] : gaz

La réalisation des voyelles à l'intérieur de chaque paire est radicalement différente. La pharyngalisation sur les consonnes elles-mêmes est relativement faible, la principale réalisation étant sur les voyelles adjacentes, et tend à disparaître chez certains locuteurs comme dans [sbɛːħ] (matin), en l'absence de voyelle nécessaire à la pharyngalisation sur la première consonne. Il existe d'autres mots tels que /nˁaː nˁa/ (vieille femme) dont la forme, tout en n'ayant pas de paires minimales ou analogues, ne peut être attribuée à une variation conditionnée et justifie un phonème /nˁ/ certes rare. Les paires minimales pour les phonèmes les plus communément admis /rˁ/ et /lˁ/ peuvent être données comme dans :
- /ʒra/[ʒrɛː] : Il a couru
- /ʒˁa/[ʒˁɑː] : C'est arrivé
- /walla/[wɛllɛ] : ou
- /walˁlˁa/[wɑlˁlˁɑ] : Mon Dieu !

Hans-Rudolf Singer donne une liste complète des oppositions pour chaque phonème. L'arabe tunisien ayant des influences venant du français, de l'italien et d'autres langues de nombreux mots et expressions utilisés par ceux qui ne parlent pas ces langues maintiennent /p/ et /v/ comme dans :
- /pisi:n/ : piscine
- /mgarrap/ : souffrir de la grippe (dérivé du mot français)
- /ga:riv/ : en grève (dérivé du mot français)
- /inarvisni/ : Il m'énerve (très probablement dérivé du mot italien nervosi, ou du latin nervosi, devenu narvusi en tunisien ou en langue romane d'Afrique respectivement.)

/ʔ/ tend à se produire dans le registre appris, dans des emprunts à l'arabe classique, souvent dans des formes de masdar (nom verbal) au début d'un mot mais aussi dans d'autres formules comme /tbiːʕa/ (environnement) et /yisːʔal/ (Il demande) même si de nombreux locuteurs remplacent /ʔ/ par /h/ dans cette dernière expression.

### Syllabe
L'arabe tunisien, comme beaucoup de variétés d'arabe maghrébin, possède une structure syllabique très différente de celle de l'arabe standard mais similaire au berbère et/ou possiblement à la langue romane d'Afrique. Alors que les langues berbères ne peuvent comporter qu'une seule consonne en début de syllabe, obligatoirement suivie d'une voyelle, l'arabe tunisien place généralement deux consonnes dans l'attaque syllabique. Par exemple, l'arabe « livre » se prononce /kitaːb/ alors qu'en tunisien il se prononce /ktaːb/. Le noyau syllabique peut contenir une voyelle brève ou longue et, en fin de syllabe, c'est-à-dire dans la coda, jusqu'à trois consonnes comme dans /ma dxaltʃ/ (« Je ne suis pas entré ») ; l'arabe standard ne peut pour sa part comporter plus de deux consonnes à cet emplacement.
Les syllabes à l'intérieur des mots sont généralement lourdes car elles comportent une voyelle longue dans le noyau ou une consonne dans la coda. Les syllabes non finales qui se composent d'une consonne et d'une voyelle courte (syllabes légères) sont très rares et généralement tirées de l'arabe classique: les voyelles brèves en cette position ont généralement été perdues, produisant de nombreux groupes de consonnes à l'initiale. Par exemple, /ʒawaːb/ (réponse) est tiré de l'arabe classique, mais le même mot a connu un développement naturel, /ʒwaːb/, qui est le mot usuel pour désigner une « lettre ».

## Influence de la langue hors Tunisie
Plusieurs mots tunisiens ont été utilisés dans les scripts et paroles de fameuses chansons et poèmes arabes tel qu'ɛa-is-slāma de Majda El Roumi. De plus, certains chanteurs arabes ont été connus par le fait qu'ils chantaient d'anciennes chansons tunisiennes en tunisien tels que Hussain Al Jassmi et Dina Hayek. Le tunisien a influencé plusieurs dialectes berbères en leur transférant plusieurs structures et mots arabes ou originellement tunisiens. La langue a été aussi à l'origine de la langue maltaise, et certains de ses mots ont été inspirés du français, tels que brīk et frīkasāy. Le Il-Ţalyānī, un mot qui en tunisien signifie « L'Italien », a été utilisé comme le titre d'un roman de Chokri Mabkhout, écrit en arabe standard comprenant des passages en tunisien, qui a reçu le Prix « Booker » de la littérature arabe en 2015. Également, plusieurs séries de télévision populaires d'autres pays arabes, telles que les séries Cello libanaises, ont impliqué des personnages parlant en tunisien.